# Pål Lydersen
Pål Lydersen, né le 10 septembre 1965, est un footballeur norvégien, qui évoluait au poste d'arrière latéral à l'Arsenal Football Club et en équipe de Norvège.
Lydersen a marqué un but lors de ses vingt sélections avec l'équipe de Norvège entre 1990 et 1994. 

## Carrière
- 1986-1991 : IK Start
- 1991-1994 : Arsenal Football Club
- 1994-1995 : IK Start
- 1996-1997 : SK Sturm Graz
- 1997-2000 : Molde FK

## Palmarès

### En équipe nationale
- 20 sélections et 1 but avec l'équipe de Norvège entre 1990 et 1994.

### Avec Arsenal FC
- Vainqueur de la Coupe d'Europe des vainqueurs de coupe de football en 1994.
- Vainqueur de la Coupe d'Angleterre de football en 1993.
- Vainqueur de la Coupe de la Ligue anglaise de football en 1993.